# Dionysius Bar Salibi
Jacob Bar-Salibi, connu après sa consécration épiscopale sous le nom de Dionysius (ou Denys) Bar Salibi (né à Mélitène, aujourd'hui Malatya en Turquie, mort le 2 novembre 1171), membre de l'Église syriaque orthodoxe, fut évêque de Manbij (Syrie) et d'Amid.
Il est célèbre pour ses commentaires philosophiques : commentaire de l'Isagogè de Porphyre ainsi que des Catégories, du De Interpretatione et des Analytiques d'Aristote (le commentaire sur les Analytiques est daté de 1148). 
Il est l'auteur de commentaires sur les œuvres de Denys l'Aréopagite, de Basile de Césarée, de Sévère d'Antioche ... 
Il est également l'auteur d'un commentaire exhaustif de l'Ancien et du Nouveau Testament et d'ouvrages de controverse sur les juifs, les arméniens, les orthodoxes grecs, les nestoriens et les arabes.
Conformément à la tradition syriaque il présente la Vérité comme étant accessible à la fois dans la sagesse universelle et dans l'étude de la Bible.